# Mecometopus amaryllis
Mecometopus amaryllis är en skalbaggsart som beskrevs av Louis Alexandre Auguste Chevrolat 1861. Mecometopus amaryllis ingår i släktet Mecometopus och familjen långhorningar. Inga underarter finns listade i Catalogue of Life.